# Club Atlético Boca Juniors (calcio femminile)
Il Club Atlético Boca Juniors è una squadra di calcio femminile argentina, sezione dell'omonima società polisportiva con sede nella città di Buenos Aires.
Fondata nel 1990, milita in Primera División A, massima categoria nazionale a cui prende parte ininterrottamente a partire dalla sua fondazione, e di cui è il club più vincente con 23 titoli conquistati.

## Storia
La sezione femminile del Boca Juniors nasce ufficialmente nel 1990 e l'anno seguente prende parte alla prima edizione del campionato argentino riservato alle squadre femminili, dove si classifica secondo alle spalle del River Plate.
Nel 1992 vince il suo primo titolo nazionale, dopodiché seguono cinque anni consecutivi al secondo posto e cinque vittorie consecutive, contendendosi la vittoria finale sempre con il River Plate. Nei decenni successivi si conferma come squadra di vertice vincendo altri campionati, che dal 2001 al 2014 assumono il format apertura/clausura, affrontando altre squadre emergenti come Independiente, San Lorenzo e UAI Urquiza oltre al River Plate.
Nel 2010 prende parte per la prima volta alla Coppa Libertadores femminile, trofeo giunto alla sua seconda edizione, terminando al terzo posto.
Nel 2019 gioca il suo primo incontro alla Bombonera, sconfiggendo per 5-0 il Lanús.

## Colori e simboli

### Colori
L'uniforme di gioco del Boca Juniors femminile, identica a quella indossata dalla formazione maschile, è composta da una maglia blu con una banda orizzontale gialla.

## Palmarès

### Competizioni nazionali
- Campionato argentino: 23

1992, 1998, 1999, 2000, 2001 (A), 2002 (C), 2003 (A), 2004 (C), 2004 (A), 2005 (C), 2005 (A), 2006 (C), 2007 (A), 2007 (C), 2007 (A), 2008 (C), 2009 (A), 2010 (A), 2011 (C), 2011 (A), 2012 (A), 2013 (C), 2013 (A)
- Supercoppa argentina: 1

2015

### Altri piazzamenti
- Campionato argentino

Secondo posto: 1991, 1993, 1994, 1995, 1996, 1997, 2008 (A), 2009 (C), 2010 (C), 2012 (C), 2014 (C), 2016, 2016-2017, 2017-2018, 2018-2019

## Organico

### Rosa 2023
Rosa, ruoli e numeri di maglia come da sito ufficiale, aggiornati al 12 luglio 2023.
| N. |                      | Ruolo | Calciatrice       |
| -- | -------------------- | ----- | ----------------- |
| 1  | Argentina (bandiera) | P     | Laurina Oliveros  |
| 2  | Argentina (bandiera) | D     | Noelia Espíndola  |
| 3  | Argentina (bandiera) | D     | Gabriela Barrios  |
| 4  | Argentina (bandiera) | D     | Julieta Cruz      |
| 5  | Argentina (bandiera) | D     | Vanina Preininger |
| 6  | Argentina (bandiera) | D     | Cecilia Ghigo     |
| 7  | Argentina (bandiera) | A     | Amancay Urbani    |
| 8  | Argentina (bandiera) | A     | Agustina Arias    |
| 9  | Argentina (bandiera) | A     | Andrea Ojeda      |
| 10 | Argentina (bandiera) | C     | Melani Morán      |
| 11 | Argentina (bandiera) | A     | Kishi Núñez       |
| 12 | Argentina (bandiera) | P     | Priscila Siben    |
| 13 | Argentina (bandiera) | A     | Estefanía Palomar |
| 14 | Argentina (bandiera) | A     | Brisa Priori      |

| N. |                        | Ruolo | Calciatrice          |
| -- | ---------------------- | ----- | -------------------- |
| 15 | Argentina (bandiera)   | C     | Débora Molina        |
| 16 | Argentina (bandiera)   | C     | Eugenia Flores       |
| 17 | Argentina (bandiera)   | A     | Mariana Gaitán       |
| 18 | Argentina (bandiera)   | C     | Clarisa Huber        |
| 19 | Argentina (bandiera)   | D     | Yohana Masagli       |
| 20 | Argentina (bandiera)   | D     | Celeste Dos Santos   |
| 21 | Argentina (bandiera)   | A     | Raquel Polich        |
| 23 | Argentina (bandiera)   | C     | Miriam Mayorga       |
| 24 | Argentina (bandiera)   | D     | Ana Gomez            |
| 25 | Argentina (bandiera)   | D     | Nazareth Dos Santos  |
| 26 | Argentina (bandiera)   | C     | Ludmilla Perez Gomez |
| 27 | Stati Uniti (bandiera) | C     | Madison Teng         |
| 28 | Argentina (bandiera)   | A     | Yasmín Benítez       |
|    | Argentina (bandiera)   | P     | Ámbar Apostólico     |

### Rosa 2020
Rosa aggiornata al 30 novembre 2020.
| N. |                      | Ruolo | Calciatrice         |
| -- | -------------------- | ----- | ------------------- |
| 1  | Argentina (bandiera) | P     | Laurina Oliveros    |
| 2  | Argentina (bandiera) | D     | Noelia Espíndola    |
| 3  | Argentina (bandiera) | D     | Eliana Stábile      |
| 4  | Argentina (bandiera) | D     | Julieta Cruz        |
| 5  | Argentina (bandiera) | D     | Florencia Quiñones  |
| 6  | Argentina (bandiera) | D     | Cecilia Ghigo       |
| 7  | Argentina (bandiera) | A     | Carolina Troncoso   |
| 8  | Argentina (bandiera) | C     | Camila Gómez Ares   |
| 9  | Argentina (bandiera) | A     | Andrea Ojeda        |
| 10 | Argentina (bandiera) | C     | Micaela Cabrera     |
| 11 | Argentina (bandiera) | A     | Yamila Rodríguez    |
| 12 | Argentina (bandiera) | P     | Florencia Lattanzio |

| N. |                      | Ruolo | Calciatrice       |
| -- | -------------------- | ----- | ----------------- |
| 13 | Argentina (bandiera) | A     | Estefania Palomar |
| 14 | Argentina (bandiera) | C     | Bianca Recanati   |
| 15 | Uruguay (bandiera)   | C     | Baccaro Camila    |
| 16 | Argentina (bandiera) | C     | Lorena Benítez    |
| 17 | Argentina (bandiera) | A     | Fanny Rodriguez   |
| 18 | Argentina (bandiera) | C     | Clarisa Huber     |
| 19 | Argentina (bandiera) | C     | Fabiana Vallejos  |
| 20 | Argentina (bandiera) | C     | Constanza Vázquez |
| 21 | Argentina (bandiera) | A     | Martina Dezotti   |
| 22 | Argentina (bandiera) | P     | Dulce Tortolo     |
| 23 | Argentina (bandiera) | C     | Miriam Mayorga    |
| 24 | Argentina (bandiera) | D     | Gabriela Chávez   |

### Staff tecnico
- Christian Meloni – Allenatore
- Esteban Pizzi – Preparatore atletico
- José Luis Godoy – Preparatore atletico